# لي بينيت هوبكينز
لي بينيت هوبكينز (بالإنجليزية: Lee Bennett Hopkins)‏ هو كاتب للأطفال وشاعر أمريكي، ولد في 13 أبريل 1938.